# ГЕС Раасакка
ГЕС Раасакка (фін. Raasaka) — гідроелектростанція у центральній частині Фінляндії, провінція Північна Пог'янмаа, за 35 км на північ від Оулу. Становить нижній ступінь в каскаді на річці Іїйокі, знаходячись нижче за ГЕС Маалісмаа, неподалік від впадіння річки у Ботнічну затоку.
Введена в експлуатацію у 1971 році, станція стала останньою за часом спорудження та найпотужнішою в каскаді. Зведена біля селища Раасакка земляна гребля звузила річище річки, остаточно перекрите двома шлюзами для надлишкової води. Це дозволяє спрямовувати воду у праву протоку, яка через 5,5 км, своєю чергою, перекрита приміщенням машинного залу руслової ГЕС.
Основне обладнання станції первісно складали дві турбіни типу Каплан, до яких у 1997 році додали третю. Сукупно вони мають потужність у 64,3 МВт та при напорі 21 метр забезпечують виробництво 230 млн кВт·год на рік.
Для підтримки природної біосфери річки станція Раасакка обладнана двома рибоходами.